# فقد الشم الخلقي
فقد الشَّم الخلقي أو انعدام الشَّم الخلقي هي حالة نادرة يحدث فيها فقدانٌ تامٌ لحاسة الشم منذ الولادة. تصيب هذه الحالة ما يقارب واحدًا من كل عشرة آلاف شخص، وغالبًا ما تُشخَّص في مراحل متأخرة من العمر نظرًا لظهورها الخفيف وغياب الأعراض المصاحبة لها.

## تفاصيل
لم يُفهم سبب فقد الشم الخلقي فهمُا كاملا، ولكنه غالبًا ما يرتبط بنقص نمو أو غياب بصيلات الشم والمسالك الشمية. يتضمن التشخيص عادةً التقييم السريري واختبارات الشم والدراسات التصويرية لتحديد أي تشوهات هيكلية في نظام الشم. يمكن أن تحدث هذه الحالة منفردة أو جزءا من متلازمة، مثل متلازمة كالمان أو متلازمة تشارج.
لا يوجد علاج معروف لفقد الشم الخلقي. يركز العلاج على احتياطات السلامة للحد من المخاطر المرتبطة بفقدان حاسة الشم، مثل عدم القدرة على اكتشاف تسربات الدخان أو الغاز. وعلى الرغم من التحديات، يمكن للأشخاص المصابين بفقد الشم الخلقي أن يعيشوا حياة طبيعية مع الدعم المناسب والاستشارات.

## التشخيص
لا يوجد اختبار واحد لتشخيص فقد الشم الخلقي تشخيصُا قاطعُا. بل يُشخَّص من خلال مجموعة من التقييمات السريرية واختبارات الشم والتصوير واستبعاد الأسباب المحتملة الأخرى لفقدان حاسة الشم. يضمن هذا النهج الشامل استبعاد الحالات الأخرى التي قد تؤثر على حاسة الشم قبل تأكيد تشخيص فقد الشم الخلقي.
تتضمن عملية التشخيص عادةً الخطوات التالية:
- التاريخ الطبي المفصل: يستفسر الأطباء عن تاريخ فقدان حاسة الشم لدى المريض، مع التركيز على ما إذا كان قد سبق له الشم. يشير تاريخ عدم القدرة على الشم مطلقًا إلى الإصابة بفقدان الشم الخلقي.[9]
- الفحص البدني: يتم إجراء فحص شامل للأذن والأنف والحنجرة للتحقق من وجود أي تشوهات أو حالات هيكلية يمكن أن تؤثر على حاسة الشم[9]
- اختبارات الشم: تُستخدم اختبارات الشم المعيارية لتقييم قدرة المريض على اكتشاف الروائح وتحديدها. تشمل الاختبارات الشائعة اختبار أعواد الشم[10] واختبار التعرف على الروائح بجامعة بنسلفانيا (UPSIT) [الإنجليزية]. تساعد هذه الاختبارات في تحديد شدة فقدان حاسة الشم، ويمكنها التمييز بين فقدان حاسة الشم الجزئي (نقص حاسة الشم) وفقدانها الكامل (فقدان حاسة الشم).[11]
- تنظير داخلي للأنف: يسمح هذا الإجراء للطبيب بفحص تجويف الأنف والبحث عن أي تشوهات قد تكون سبباً في فقدان حاسة الشم[11]
- الدراسات التصويرية: تُستخدم لتصوير الدماغ، مثل التصوير بالرنين المغناطيسي (MRI) أو التصوير المقطعي المحوسب (CT)، لتقييم بصيلات الشم والمسالك الشمية والهياكل الدماغية ذات الصلة. في حالات فقدان الشم الخلقي، قد تكشف هذه الفحوصات عن عدم تنسج أو نقص تنسج بصيلات الشم والمسالك الشمية[12]
- الاختبارات الجينية: في بعض الحالات، خاصة عندما يُشتبه في أن فقدان الشم الخلقي جزء من متلازمة (على سبيل المثال، متلازمة كالمان)، قد يوصى بإجراء الاختبارات الجينية لتحديد أي طفرات جينية مرتبطة بها[13]
- استبعاد الأسباب الأخرى: غالبًا ما يتم تشخيص فقد الشم الخلقي المعزول عن طريق استبعاد الأسباب المحتملة الأخرى لفقدان حاسة الشم، بما في ذلك صدمات الرأس والالتهابات والأمراض العصبية التنكسية.[9]

لا يدرك العديد من المصابين بفقدان الشم الخلقي حالتهم إلا في مراحل متأخرة من الطفولة أو المراهقة، عندما يدركون أنهم لا يستطيعون شم الأشياء التي يشمها الآخرون. لذلك، قد لا يُشخَّص المرض إلا بعد الولادة بفترة طويلة، على الرغم من وجوده منذ الولادة
قد يكون من الضروري اتباع نهج متعدد التخصصات يشمل متخصصي الأنف والأذن والحنجرة وأطباء الأعصاب وعلماء الوراثة لإجراء تشخيص شامل، خاصة في الحالات المعقدة أو عندما يُشتبه في أن فقدان الشم الخلقي جزء من متلازمة أوسع

## تحديات العيش مع فقد الشم الخلقي

### المخاوف المتعلقة بالسلامة
إن عدم القدرة على اكتشاف الروائح يشكل مخاطر تتعلق بالسلامة مثل عدم القدرة على شم رائحة الدخان أو تسرب الغاز، وصعوبة تحديد الأطعمة الفاسدة (التي تؤدي إلى التسمم الغذائي)، والتحديات في اكتشاف المواد الكيميائية الضارة أو الأبخرة

### التأثير الاجتماعي والنفسي
- التحديات الاجتماعية: قد يشعر الأفراد الذين يعانون من فقدان حاسة الشم بالعزلة أو سوء الفهم، خاصة في المواقف الاجتماعية التي تتعلق بالطعام أو الروائح[18]
- المخاوف المتعلقة بالنظافة: قد يشعر الأفراد بالقلق بشأن رائحة أجسامهم ونظافتهم الشخصية، لأنهم لا يستطيعون اكتشاف هذه الروائح بأنفسهم.[19]
- تحديات الأكل: ترتبط حاسة الشم ارتباطًا وثيقًا بحاسة التذوق، مما يجعل تجربة الأكل أقل متعة لدى البعض. إضافةً إلى ذلك، غالبًا ما تُثير حاسة الشم الجوع أو الرغبة في تناول المزيد من الطعام عند شمه، ولكن هذه المحفزات غير موجودة لدى المصابين بفقد الشم الخلقي. قد يؤدي هذا إلى مشاكل في الأكل ويجعل المواقف الاجتماعية، مثل تناول الطعام مع العائلة والأصدقاء، أقل متعة. مع ذلك، يتعلم بعض المصابين بفقد الشم الخلقي الاستمتاع بالطعام رغم فقدان حاسة الشم أو الرائحة، ويجدون طرقًا لتقدير ملمس ونكهة الطعام بطرق أخرى.[20]

### الذاكرة والتأثير العاطفي
ترتبط حاسة الشم ارتباطًا وثيقًا بالذاكرة والعواطف، إذ يتصل الجهاز الشمّي بالجهاز الحوفي في الدماغ، المسؤول عن معالجة المشاعر وتكوين الذاكرة. هذا الارتباط يعني أن روائح معينة قد تُثير ذكريات حية واستجابات عاطفية قوية. على سبيل المثال، قد تُذكّر رائحة عطر معين شخصًا ما بشخص عزيز، أو قد تُثير رائحة كعك طازج ذكريات الطفولة. بدون حاسة الشم، قد يُحرم المصابون بفقدان الشم الخلقي من هذه التجارب الحسية القوية التي تُعزز وتُثري حياتهم العاطفية وذكرياتهم

## العلاج
لا يوجد حاليًا علاج نهائي لفقد الشم الخلقي، إذ تتضمن هذه الحالة غياب أو قصور نمو بصيلات ومسالك الشم، وهي ضرورية لحاسة الشم. يركز العلاج بشكل أساسي على احتياطات السلامة واستراتيجيات التكيف للحد من المخاطر المرتبطة بفقدان حاسة الشم.

### احتياطات السلامة
وفقا للمهنيين الطبيين ومنظمات دعم المرضى مثل الحاسة الخامسة (Fifth Sense)، ينصح الأفراد الذين يعانون من فقدان الشم الخلقي باتخاذ العديد من تدابير السلامة لحماية أنفسهم من المخاطر المحتملة. تشمل هذه التدابير ما يلي:
- أجهزة كشف الدخان والغاز: يعد تركيب وصيانة أجهزة كشف الدخان وأجهزة إنذار أول أكسيد الكربون في المنزل أمرًا ضروريًا، حيث لا يستطيع الأفراد الذين يعانون من فقدان حاسة الشم الاعتماد على حاسة الشم لديهم للكشف عن تسرب الدخان أو الغاز.[16]
- سلامة الغذاء: إن وضع العلامات المناسبة على الأطعمة مع تواريخ انتهاء الصلاحية والحذر عند تخزين الطعام يمكن أن يساعد في منع تناول الأطعمة الفاسدة، والتي قد لا يتمكن الأفراد المصابون بفقدان حاسة الشم من اكتشافها عن طريق الرائحة.[26][27]
- استخدام الأجهزة الكهربائية: إن استخدام الأجهزة الكهربائية بدلاً من الأجهزة التي تعمل بالغاز يمكن أن يقلل من خطر تسرب الغاز دون اكتشافه.[27][28]

### استراتيجيات التأقلم
في حين أنه لا يوجد علاج لفقد الشم الخلقي، يمكن للأفراد استخدام الاستشارة النفسية ومجموعات الدعم لمساعدة الأفراد على التعامل مع التحديات العاطفية والعملية للعيش بدون حاسة الشم

### البحث والتوجهات المستقبلية
لا تزال الأبحاث جارية حول العلاجات المحتملة لفقدان الشم الخلقي. وقد أظهر العلاج الجيني نتائج واعدة في النماذج الحيوانية، حيث نجح العلماء في استعادة حاسة الشم لدى الفئران المصابة بفقدان الشم الخلقي. بالإضافة إلى ذلك، قد يؤدي تحديد الأسباب الجينية لفقدان الشم الخلقي إلى تطوير علاجات جينية موجهة للبشر في المستقبل.
تُجرى تجارب سريرية ودراسات بحثية لاستكشاف علاجات جديدة وتحسين فهم فقدان الشم الخلقي. يمكن للأشخاص المصابين بفقدان الشم الخلقي التفكير في المشاركة في هذه الدراسات للمساهمة في التقدم العلمي والاستفادة من العلاجات الناشئة.

## انتشار المرض
يعد فقدان الشم الخلقي حالة نادرة، مع توفر دراسات وبائية محدودة واسعة النطاق. يصعب تحديد معدل انتشارها بدقة نظرًا لقلة الإبلاغ وصعوبة التشخيص المبكر. ومع ذلك، يُقدر أنها تصيب شخصًا واحدًا من كل 10,000 شخص تقريبًا.

## معاهد البحوث العاملة في مجال فقدان الشم الخلقي
يقع مركز مونيل للحواس الكيميائية [الإنجليزية] في فيلادلفيا، الولايات المتحدة الأمريكية، وهو معهد أبحاث يُركز على حاستي الشم والتذوق. يدرس مختبر جويل مينلاند أنماط الوراثة الجينية لتحديد الجينات المُسببة لفقدان الشم الخلقي. يُعد هذا البحث جزءًا من جهد أوسع لفهم آليات الشم وتطوير علاجات فعّالة لاضطرابات الشم.
يتخصص مركز فقدان الشم بنظام لانغون الصحي بجامعة نيويورك في تشخيص وعلاج فقدان حاسة الشم، بما في ذلك فقدان الشم الخلقي. يقوم فريق المركز من أطباء الأنف والأذن والحنجرة بإجراء تقييمات وأبحاث لتحسين فهم اضطرابات الشم وإدارتها.
يقع مركز جامعة فلوريدا للشم والتذوق في غينزفيل، فلوريدا، وينسق ويشجع الأبحاث المتعلقة بالتذوق والشم. ويستكشف الباحثون أساليب العلاج الجيني لاستعادة حاسة الشم لدى الأفراد المصابين بفقدان الشم الخلقي.
الحاسة الخامسة (Fifth Sense) هي مؤسسة خيرية بريطانية تُعنى بدعم الأشخاص الذين يعانون من اضطرابات الشم والتذوق. تتعاون مع الباحثين والمؤسسات لتعزيز فهم فقد الشم الخلقي. كما تُوفر الموارد والدعم والتوعية للأفراد المتأثرين بهذه الحالة.
تحت إشراف البروفيسور توماس هامل، يقوم مركز الشم والتذوق بجامعة دريسدن في ألمانيا بإجراء أبحاث أساسية وسريرية حول تشخيص وعواقب وعلاجات فقدان الشم، بما في ذلك فقدان الشم الخلقي.
جمعية الشم والتذوق في أمريكا الشمالية (STANA) هي منظمة غير ربحية تُعنى بتطوير البحث والتعليم والدفاع عن حقوق الأفراد المصابين باضطرابات الشم والتذوق، بما في ذلك فقدان الشم الخلقي. تربط جمعية الشم والتذوق في أمريكا الشمالية (STANA) الباحثين والأطباء والمرضى. كما تُشجع المنظمة على مبادرات البحث وترفع الوعي باضطرابات الحس الكيميائي. تتعاون جمعية الشم والتذوق في أمريكا الشمالية (STANA) مع العديد من المؤسسات البحثية، وتشارك في تنظيم مؤتمرات تجمع العلماء والأطباء والأفراد المصابين باضطرابات الشم والتذوق لتعزيز البحث وفهم حالات مثل فقدان الشم الخلقي.

## أشخاص بارزون يعانون من فقد الشم الخلقي
- بن كوهن: المؤسس المشارك لشركة بن آند جيري للآيس كريم. يعاني من فقدان حاسة الشم منذ طفولته على الأقل. وقد أثر فقدانه لحاسة الشم على تركيبات الآيس كريم الغنية بالقوام.[37][38]
- جيسون سوديكيس: ممثل وكوميدي أمريكي، اشتهر بعمله في برنامجي "ساترداي نايت لايف" (Saturday Night Live) و"تيد لاسو" (Ted Lasso). وُلد بدون حاسة شم.[39]
- بيري إدواردز: مغنية في فرقة الفتيات البريطانية ليتل ميكس (Little Mix). يُعتقد أنها تعاني من فقد الشم الخلقي.[40]
- ويليام وردزوورث: على الرغم من عدم تأكيد ذلك بشكل قاطع، يعتقد بعض العلماء أن الشاعر الرومانسي الإنجليزي الشهير ربما كان يعاني من فقد الشم الخلقي بناءً على كتاباته[41]